# Теравале (Фрозиноне)
Теравале је насеље у Италији у округу Фрозиноне, региону Лацио.
Према процени из 2011. у насељу је живело 93 становника. Насеље се налази на надморској висини од 268 м.